# Wizard of New Zealand
The Wizard of New Zealand (en français « Sorcier de Nouvelle-Zélande »), né Ian Brackenbury Channell le 4 décembre 1932, est un éducateur, comédien, magicien et homme politique néo-zélandais.